# パッケージツアー

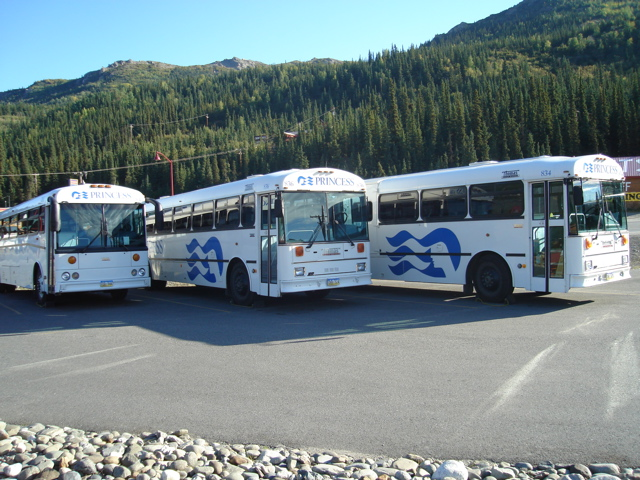
駐車場に止められたツアー用の観光バスたち（米国アラスカ州・デナリ国立公園）

パッケージツアー (英: package tour) とは、旅行業者があらかじめ旅行の目的地・日程・宿泊施設・移動方法（交通）などのサービス内容および料金を設定しておいて、参加者を（一般の、不特定の人々から）募集する旅行のこと。 パックツアーとも。英語ではパッケージ・ホリデー (英: package holiday) などとも言う。この概念を単に「ツアー」とも呼ぶ。
対比される概念としては
- 旅行者自身が宿泊施設や移動手段などを、ひとつひとつ探し、手配・予約する「手配旅行（てはいりょこう）」[1]。
- 旅行業者が顧客の要望に合わせて手配予約すること。

である。

## 概要
パッケージツアーとは、いわゆる「パッケージ化」した旅行のことであり、旅行業者が主催するタイプのツアーであり、旅行業者があらかじめツアーを「企画」、つまりツアーの目的地、日程（出発日、途中の日程、帰還日）、移動方法（どの航空便・バス・列車などを使うかなど）、宿泊するホテルのランクや具体的なホテル名、（またオプションのサービスなどに関しても）、一連の構想や具体的な計画を練り（パッケージ化し）、それに対する料金も設定し、それらのプランと料金を公表して、参加者を募集するツアーである。
旅行業者から見れば、パッケージツアーというのは旅行会社みずからが企画し販売する商品であるので、主催する旅行会社は、旅程管理を行なう義務があり、会社の責任として旅程保証、特別補償、損害賠償という3つの責任を負う。
参加者（旅行者）の側から見ると、自分で基本的な移動手段や宿泊場所すらも探したり予約を入れたりしなければならない「手配旅行」に比べて、楽に旅行を行えるというメリットがある。
- パッケージツアーと「団体旅行」や「個人旅行」との関係や相違点

なおパッケージツアーと「団体旅行」は必ずしも同義ではない（「団体旅行」というのは、会社が主催する職場旅行などもあり、旅行会社が主催していないものがある、という点で異なっている場合があるのである）。また、旅行市場の市場調査では旅行の形態は団体旅行と個人旅行に分けられるが、JTBF旅行実態調査などでは「個人で実施する観光旅行」は個人旅行に分類されるため、個人で旅行会社のパック旅行（パッケージツアー）に参加する場合にはあくまで「個人旅行」と分類される。パッケージツアーを利用する団体旅行を団体ツアー、パッケージツアーを利用する個人旅行を個人ツアーという。

### 日本の旅行業者主催のパッケージツアー
日本の旅行業法上は「募集型企画旅行」という用語が用いられ、同用語は旅行契約書などで用いられている。
パッケージツアーに参加したい人の側から見ると、世の中には多数のパッケージツアーがあり、旅行業者がパンフレットやウェブサイトなどで宣伝して参加者を募集しているので、そこに書かれているパッケージツアーの概要を見て自分の好みや希望条件に合致するものかどうか判断し、合致していれば旅行会社に行き説明を受け、疑問点があれば念のためそれも確認し、旅行契約書に署名をし、パンフレットなどに記載されていた代金を現金やカードなどで一括して払う。
あとは、指定された日時・場所に集合場所に行き、他の参加者とともに集団となり、旅行業者の従業員の指示にしたがうことで行程表（スケジュール）どおりに移動・宿泊・観光を行うことができ、解散場所で解散することになる。
ただし、「実施条件」として申込者の「下限数」があらかじめ設定されていてそれが注意書きなどで説明されていることがあり、申込者数がその数を極端に下回ると、旅行は実施されなくなることがある。すでに支払った代金は返金はされるが、申込者から見ると、予定がすっかり狂ってしまうことになるので、その点についてはある程度注意する必要がある。
さまざまなタイプとさまざまな価格帯
日本ではもともとはもっぱら、集合場所から解散場所まで全行程に添乗員が同行する形が一般的であった。ただし、1990年代からは旅行業者の添乗員がおらず、所定の往復の交通と宿泊だけで構成されるフリープランも増えている。フリープランにさまざまなオプショナルツアー（別料金を払うことで追加できる小旅行、体験コース）が用意されていて、旅行者は好みでそれを選ぶことも可能になっていることも多い。
こうした比較的安価なパッケージツアーばかりを企画している旅行業者もある。
海外旅行のパッケージツアーでは、添乗員（日本人または日本語を話せる外国人）では、現地国に駐在して、現地のみ添乗・案内するケースが非常に多くなっている（旅行業者が諸経費を節約するために、こうしたことがしばしば行われている）。この場合は旅行行程表などに「添乗員は同行しませんが現地係員がお世話します」などと記載されている。
例えば、行程表に書かれている日本と海外の往復空路の航空券の手配は旅行業者が行ってくれるが、日本から飛行機に乗り海外へ行き、海外の指定の宿泊施設にチェックインするまでは、自力で判断して辿りつかなければならないものも増えているのである。
ただし、海外旅行のフリープランでも、参加者が犯罪にまきこまれたり、外国語でのコミュニケーションで苦しむことを防止するために、現地空港から宿泊施設までは現地係員が専用車などで案内し、チェックイン手続を代行してくれるプランもある。
他方、価格が高めで、予算に余裕のある団塊の世代や高齢者層を主な対象にした、パッケージツアーを（も）企画している旅行業者もある。そういったタイプのパッケージツアーは添乗員が同行することが多く、高級志向のホテル・旅館や豪華客船などを利用しているものが多い。新聞広告、あるいはクレジットカード・銀行・証券会社の情報誌などで募集が行われている。
価格帯によっておおまかに旅行業者の関与の度合いの傾向はある。が、業者ごとに流儀が違ったり、同一業者のパッケージツアーでも特定のものに関しては特殊なやり方でやっている場合があるなど、さまざまな場合があるうるので、結局は個々の企画に関して個別に旅行業者の担当者に尋ねてみて判ることになる。

## 歴史

### ヨーロッパ
組織化された旅行は既に1400年頃にあったといわれており、エルサレムへの巡礼者向けの旅行代理人が宿泊契約や乗船契約の代行を行っていた。このほかにも簡単なパックツアーは実施されており、1600年頃にはローマの観光ガイドがナポリに宿泊したのちヴェスヴィオ山へ登りさらにガエタへ船で周遊する2週間旅行などを実施していた。18世紀には宿泊・食事・観光ガイドの料金をすべて含む一定料金でパリやローマに案内する旅行代理人が存在した。
19世紀初めごろには観光産業という言葉が使われるようになったが、組織化された旅行産業が誕生するのは鉄道や汽船の技術的な発達によって交通網が発達してからである。近代の旅行産業の先駆けとして団体旅行と呼ばれるプランを初めて実施したのは家具職人で巡回牧師だったイギリスのトーマス・クックであるとされている。トーマス・クックは1841年7月5日に割引料金の臨時列車を仕立てて570人が参加するレスターからラフバラまでの往復旅行を実施し、この鉄道旅行が近代旅行業の始まりといわれている。

## 特徴

### 利点と欠点
利点
- （添乗員が同行してくれるタイプでは）不安感が比較的少ない。
- （スケジュールが細かく、効率的に組まれていることが多いので）比較的多くの観光名所を短時間に効率よく周遊出来る（ことが多い）。
- 事前の現地情報収集は少なめで済み、楽である。
- 自由旅行や手配旅行と比べると、旅行費用全体では割安なケースが多い。（企画している旅行業者と宿泊施設などの間で、団体枠の料金（団体料金）が適用され、旅行者ひとりあたりの原価が安くなっているため。）
- 法律上、旅行業者が3つの責任（旅程管理責任、旅程保証責任、特別保障責任）を負うことになっているため、その点は手配旅行に比べると安心できる。

欠点
- スケジュールが極端に細かく設定されていて、やたらと動き回らせるものがあり、その場合、ひとつひとつの場所でそこを十分に味わう時間すら得られず、労働させられているような感覚を味わわされ、疲れるばかりで、満足感がかえって低下する場合がある。
- コースが「お仕着せ」なので、企画者のセンスや好みと旅行者（参加者）の好みが異なっていると満足できない。
- 行動時間の大半は、他の参加者と集団行動をしなければならず、他の参加者が様々なトラブルを引き起こして、それがとても煩わしく感じられることがある。
- 日本でもすでに格安航空会社が格安の航空チケットを提供しており、ホテル代の割引が個人客にも開放されているので、昭和時代とは異なり、パッケージツアーよりも、むしろ自由旅行・手配旅行・一人旅などほうが安くなる場合もある。特に1人参加で1人部屋追加料金を支払う場合はパッケージツアーはかなり高くつく傾向がある（見ず知らずの参加者同士の相部屋を認めるタイプもあるが、そのかわりにそれなりのわずらわしさがある）。また、辺境地をチャーター便や貸切バスで周遊するツアーも高額になりやすい。
- 土産物店や免税店に何回も立ち寄らされることがある。現地での観光を放棄する方法もあるが、ツアーによっては認めないものもある（その土産物店等が旅行会社と契約しておりそのマージンを旅行会社に払っているため）。
- 列車や飛行機等、便指定が多く、変更が出来ない場合が多い。キャンセル料も通常の鉄道会社（JR乗車券は210円）や航空会社設定のキャンセル料ではなく、取消日により、異なり、全体の料金からの割合になる。

### 旅行会社の責任、および「免責事項」の説明
概説でも説明したように、パッケージツアーの場合、旅行会社には旅程管理を行なう義務があり、会社の責任として旅程保証、特別補償、損害賠償という3つの責任を負う。これは法律で定められている。
ただし、パッケージツアーのパンフレットには「免責事項」という注意書きがいくつか挙げられていることもある（以下は例）。
- 気象条件・交通渋滞・路面凍結・遊歩道の状態等により行程や日程が変更となる場合あるいは催行そのものが中止になる場合があることの説明。
- ツアープランあるいは発着地により途中の観光地が異なることの説明。
- 添乗員・ガイドが同行しない区間あるいはプランの説明。
- 当日の状況により途中立ち寄る観光地において案内人・ガイドが付かない場合のあることの説明。
- 途中の徒歩区間につき足場が悪い場所があることの説明。
- 他社のパッケージツアーと混乗となる場合があることの説明。
- 行程中の一部（他社の交通機関を利用する区間など）に募集型企画旅行に含まれない区間があること（保険適用外）の説明。
- 特定期間・特定曜日のツアーでは別プランとなる場合があることの説明。
- 一部有料施設の入場料につき自己負担となる場合があることの説明。
- 宿泊先から食事箇所まで各自移動の場合があることの説明。
- 宿泊先のプランによって交通機関が別設定（タクシーあるいは徒歩移動）となる場合があることの説明。
- 途中の交通機関（フェリー等）のダイヤ改正により宿泊先への到着・出発、行程（観光時間の短縮）、食事箇所が変更（弁当への変更）になる場合があることの説明。
- 気象条件によってプランが中止・変更（雨天・雪解けの状況による散策の中止、悪天候による遊覧船の欠航）があることの説明。
- 自然条件によって目的を達しない場合（山の観望、御来光、日没、花の開花、サケの遡上など）があることの説明。
- 気象状況に関係なく雨天決行となるため雨具の携行が必要であることの説明。
- 工場稼働日でない場合には工場見学が無くショッピングのみとなることの説明。

なおどの程度まで実際に「免責」され、どの程度まで損害賠償をせずに済むかについては、法律や判例にもとづいて判断されるべきことであり、旅行業者のパンフレットに「免責事項」として印刷されているからと言って、必ずしも旅行業者が作成した文言（主張）のとおり「免責」されるわけではない。実際には、旅行者から提訴が行われれば、裁判所が総合的に判断する。